# حارة ثقبان (صنعاء)
ثقبان هي إحدى حارات حي القابل بمدينة الروضة شمال العاصمة اليمنية "صنعاء"، بلغ تعداد سكانها 271 نسمة حسب تعداد اليمن لعام 2004.